# 우오쓰리시마 등대
우오쓰리시마 등대(일본어: 魚釣島灯台 우오쓰리시마토다이[*]) 또는 댜오위다오 등탑(중국어: 釣魚臺燈塔)은 센카쿠 혹은 댜오위다오의 우오쓰리섬(중국명: 댜오위섬)에 있는 등대이다. 1978년 8월 13일 일본의 우익 단체인 일본청년사가 결성한 센카쿠 열도 상륙 결사대가 우오쓰리섬에 건립한 기둥형 점멸식 등대가 효시이다.